# Département de Güer Aike
Le département de Güer Aike est une des 7 subdivisions de la province de Santa Cruz, en Argentine. Son chef-lieu est la ville de Río Gallegos.
Le département a une superficie de 33 841 km2. Sa population s'élevait à 92 878 habitants au recensement de 2001 (source : INDEC).

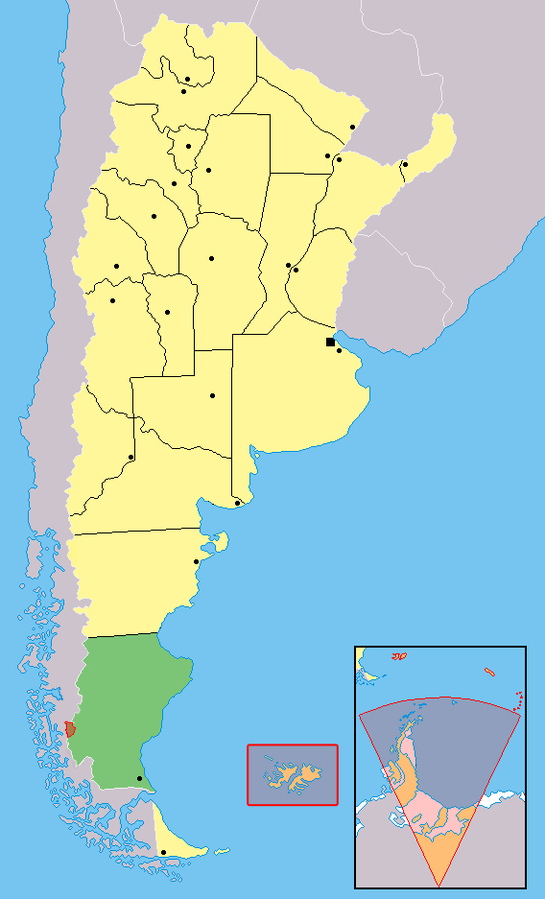
Localisation de la province de Santa Cruz en Argentine

## Villes et localités
- El Turbio
- Gobernador Mayer
- Julia Dufour
- Mina 3
- Monte Aymond
- Punta Loyola
- Río Gallegos, chef-lieu
- Río Turbio
- Rospentek
- Veintiocho de Noviembre